# Dani Kouyaté
Dani Kouyaté, född 4 juni 1961 i Bobo-Dioulasso, Burkina Faso, är en prisbelönt regissör, manusförfattare och griot. Sedan 2007 bor han i Uppsala.
Han studerade vid Ouagadougou African Institute of Cinematic Studies i Burkina Faso, samt Sorbonne, Frankrike. 
Kouyaté debuterade 1995 med långfilmen Keïta! I’Héritage du griot som belönades med juniorpriset i Cannes.
2016 kom hans film Medan vi lever som nominerades i flera kategorier vid African Movie Academy Awards.